# Eugenio Ruiz Orozco
Eugenio Rodrigo Ruiz Orozco (Guadalajara, Jalisco, 5 de abril de 1947) es un político mexicano, miembro del Partido Revolucionario Institucional (PRI). Ha sido presidente municipal de Guadalajara, senador por Jalisco y candidato a gobernador de dicho estado.

## Biografía
Es profesor egresado de la Escuela Normal de Jalisco y licenciado en Derecho por la Universidad de Guadalajara, institución en la que también ejerció como docente. Miembro activo del PRI desde 1963, ha sido miembro fundador del Instituto de Administración Pública de Jalisco y ejercido como notario público.
De 1971 a 1973 fue regidor al Ayuntamiento de Guadalajara presidido por Guillermo Cosío Vidaurri y de 1974 a 1977 fue diputado a la XLVII Legislatura del Congreso del Estado de Jalisco por el distrito 7 local. En las elecciones de 1985 fue candidato del PRI a presidente municipal de Guadalajara, siendo elegido, ejerció el cargo en el periodo constitucional del 1 de enero de 1986 al 31 de diciembre de 1988.
En 1994 fue elegido senador por Jalisco en segunda fórmula para las legislaturas LVI y LVII que debían concluir en 2000. Sin embargo, quince días después de iniciado su periodo en el Senado, solicitó y obtuvo licencia para ser postulado candidato del PRI a Gobernador de Jalisco en las elecciones de 1995.
El proceso electoral de ese año se vio dominado por las consecuencias de la crisis económica de 1994 —también denominada como el «error de diciembre»— y de las explosiones de Guadalajara de 1992, de los que sectores de la sociedad señalaban responsabilidades del PRI en las mismas, en parte debido a ello, Eugenio Ruiz Orozco resultó derrotado en dichas elecciones, logrando el triunfo su contrincante del PAN, Alberto Cárdenas Jiménez.  Tres esto, Ruiz Orozco se reincorporó a su curul en el Senado el 3 de marzo de 1995.
El 13 de septiembre de 1999 se separó nuevamente de la senaduría para asumir como vocal ejecutivo del Fondo de la Vivienda del Instituto de Seguridad y Servicios Sociales de los Trabajadores del Estado (FOVISSSTE) por nombramiento del presidente Ernesto Zedillo Ponce de León, permaneciendo en el cargo hasta el fin de ése gobierno, en diciembre de 2000. Tras ello, se dedicó a su ejercicio como notario público.
El 28 de mayo de 2013 fue nombrado presidente del Atlas Fútbol Club.